# فولکلور اوکراینی

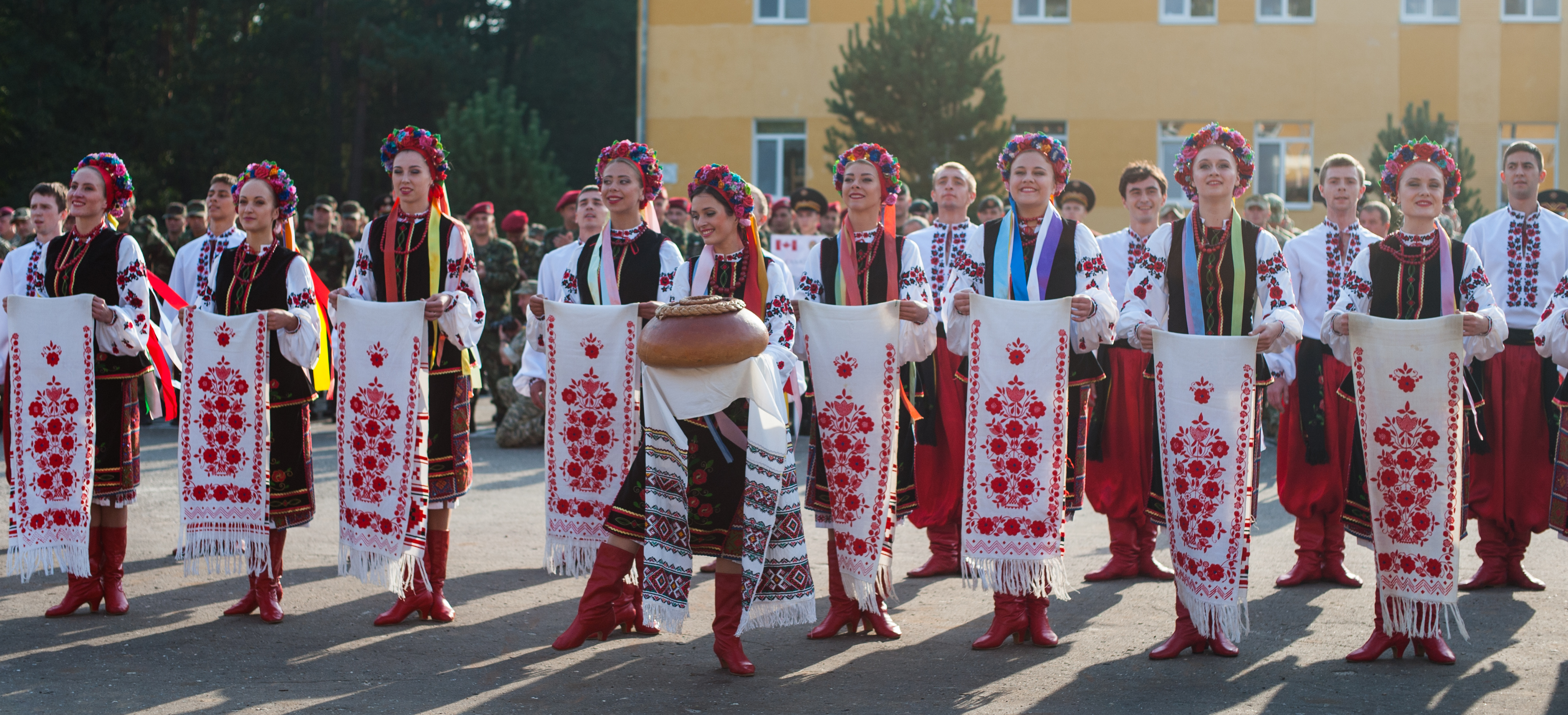
لباس‌های سنتی اوکراینی، نان و نمک و روشنیک (Rushnyk)

فولکلور اوکراینی (به انگلیسی: Ukrainian Folklore) سنتی عامیانه است که در اوکراین و در میان اوکراینی‌های قومی توسعه یافته‌است. اولین نمونه‌های فولکلور موجود در اوکراین لایه ای از فولکلور پان-اسلاوی است که به اساطیر اسلاوی باستانی اسلاوهای شرقی بر می‌گردد. به تدریج، اوکراینی‌ها لایه‌ای از فرهنگ عامیانه متمایز خود را توسعه دادند. فولکلور ابزار مهمی در تعریف و حفظ تمایز فرهنگی در اوکراین در مواجهه با فشارهای جذب‌کننده قوی از سرزمین‌های همسایه بوده‌است.

## تمایزها
آداب و رسوم عامیانهٔ اوکراین دارای لایه‌های متعددی است که با دوره‌ای که در آن توسعه یافته و منطقه‌ای که در آن بهره‌برداری کرده‌اند، تعریف شده‌است. پایین‌ترین و قدیمی‌ترین سطح، لایهٔ پان-اسلاوی فرهنگ عامیانه است که دارای عناصر بسیاری است که در میان عموم مردم اسلاو مشترک است؛ لایهٔ بالاتر از آن، عناصر مشترک اسلاوهای شرقی و بالاتر از آن عناصری هستند که فقط در خود اوکراین یافت می‌شوند. لایه رویی شامل عناصر فرهنگی و فولکلور است که معرف ریزگروه‌های مختلف خلقیات و صفات اوکراینی مانند: بویکوها (Boykos)، هوتسول‌ها (Hutsuls)، لمکوها (Lemkos)، لیشاک‌ها (Lyshaks)، پودولیاها (Podolians) و روسین‌ها (Rusyns)، است.
برخی از ویژگی‌های فولکلور اوکراین کاملاً متمایز از مردمان اسلاو همسایه است. آهنگ‌ها و جشن‌های ایوان کوپالا (جشن سنت جان) و کولیادا (Koliada) معمولاً با برخی از عمیق‌ترین و قدیمی‌ترین سطوح فولکلور مرتبط هستند، ویژگی‌هایی دارند که در فرهنگ روسی همسایه یافت نمی‌شوند و به‌طور مشخص اوکراینی هستند. این عناصر این تصور را که قوم روسیه و اوکراین از یک منبع نشأت گرفته‌اند، به ابهام وارد می‌کند.

## آداب و رسوم عامیانه
آداب و رسوم و آیین عامیانه اوکراینی مراسمی بود که با سالنما و روند زندگی بشر مرتبط بود. آنها اغلب با مراسم مذهبی، طلسم‌ها، آوازهای محلی، رقص‌ها و روایات نمایشی همراه بودند. آیین‌های چرخهٔ زندگی زایش، ازدواج و مرگ را مشخص می‌کنند. بسیاری از این آداب و رسوم قدیمی هستند و در بسیاری از موارد با آیین‌های مسیحی آمیخته شده‌اند. آنها را می‌توان به سه دسته تقسیم کرد:
- آداب و رسوم خانوادگی - که شامل مراسم تولد، عروسی و خاک‌سپاری است.
- آداب و رسوم و آداب تولیدی فصلی - که با کارهای کشاورزی، دامداری و شکار مرتبط است.
- آداب و رسوم جمعی - که رویدادهای خاصی را در زندگی اجتماعی نشان می‌دهد.

با معرفی فرهنگ مدرن، آداب و رسوم عامیانه در اوکراین دستخوش تغییرات زیادی شده‌است. تحت تسلط شوروی، آداب و رسوم عامیانه به‌طور ناموفقی سرکوب شد. مؤمنان هنوز آداب و رسوم مسیحی را اجرا می‌کردند و حتی برخی از مردم این کشور آداب و رسوم و مناسک باستانی را احیا کردند. بسیاری از مناسک مسیحی در اوکراین پس از شوروی پس از سال ۱۹۹۱ میلادی احیا شده‌اند، به ویژه در استان‌های غربی.

## رقص‌های محلی

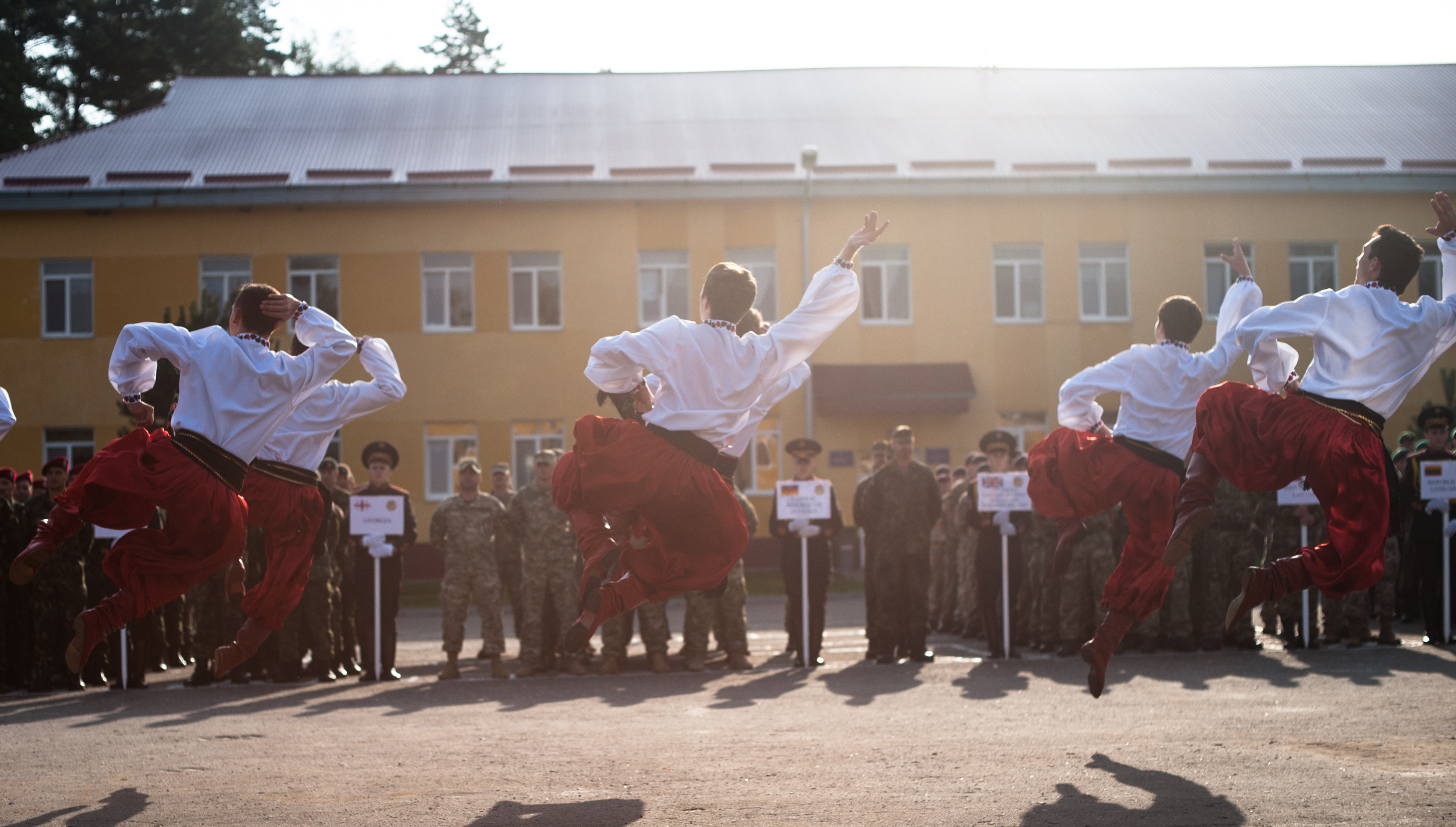
هوپاک

رقص از زمان‌های قدیم در اوکراین به عنوان یک آیین وجود داشته‌است، اما بیشتر در مسیحیت جذب و با آیین‌های مسیحی آمیخته شده‌است. اولین رقص‌ها، رقص‌های دایره‌وار بودند که به کشاورزی مربوط می‌شدند. رقص‌ها در روز ایوان کوپالا، روز سنت جورج، پنطیکاست (عید پنجاهه)، روزهای برداشت محصول و عروسی برگزار می‌شدند. رقص‌های آیینی به ندرت با موسیقی و معمولاً با سرود اجرا می‌شدند. رقص‌های محلی نیز با یا بدون موسیقی اجرا می‌شدند. اکثر رقص‌های محلی اوکراین دایره‌وار هستند. برخی از معروف‌ترین رقص‌ها، آرکان (Arkan) و هوپاک (Hopak) هستند. مراسم رقص همچنین با پوشیدن لباس محلیِ سنتی اوکراین غنی‌تر می‌شوند. امروزه بسیاری از گروه‌های رقص اوکراینی در اوکراین و جماعت اوکراینی پراکنده در سراسر جهان، به ویژه در کانادا، وجود دارند و سنت رقص محلی را زنده نگه داشته‌اند.

## آهنگ‌های محلی
ترانه‌های محلی اوکراین را می‌توان به چهار گروه اصلی تقسیم کرد:
- آهنگ‌های آیینی - مانند کارول‌ها [کولیادکی (Koliadky) و شدریوکی (Shchedrivky)]، آهنگ‌های بهاری، آهنگ‌های مربوط به حوریان (آهنگ‌های روسالکا) و آهنگ‌های جشنواره کوپالا.
- آهنگ‌های برداشت محصول و آهنگ‌های عروسی.
- آهنگ‌های تاریخی و آهنگ‌های سیاسی - مانند آهنگ‌های حماسی دوماها و بالادها.
- آهنگ‌های غنایی - مانند آهنگ‌های خانوادگی، آهنگ‌های طبقه اجتماعی و آهنگ‌های عاشقانه.

آهنگ‌های محلی اوکراین حاوی نمادهای فراوانی است. نماد پرنده محبوب است. عقاب یا شاهین نماد مردانگی، قدرت، زیبایی، شجاعت و آزادی است. کبوتر نماد زنانگی است. مرغ‌دریایی نماد مادر رنجور است. نمادهای دیگر عبارتند از بداغ جنگلی یا گل رز سرخ (کالینا) (Kalyna)، که نشانی از دختری محبوب یا خود اوکراین است، و بلوط که نمایندهٔ پسر است. در ترانه‌های اوکراینی تشبیهات غالب است: دختری با یک ستاره، یک درخت گل رز سرخ، یک درخت کاج یا یک شقایق مقایسه می‌شود؛ پسری را با بلوط، افرا و کبوتر مقایسه می‌کنند. برخی از آهنگ‌ها از تکرار، برابر نهاد، مبالغه و استعاره استفاده می‌کنند. تکنیکی که اغلب در ترانه‌های غنایی برای بیان احساسات استفاده می‌شود، دیالوگ نمایشی است. در برخی از ترانه‌های عامیانه از هم‌صدایی (Assonance)، واج‌آرایی و نام‌آوا نیز استفاده می‌شود.
ترانه‌های محلی برای بسیاری از آهنگسازان اوکراینی، مانند: میکولا لیسنکو (Mykola Lysenko)، میکولا لئونتوویچ و کریلو استتسنکو، الهام‌بخش بوده‌است. آهنگسازان مشهور روسی پیوتر چایکوفسکی، نیکلای ریمسکی-کورساکف، و سرگئی راخمانینف نیز ملودی‌های عامیانهٔ اوکراینی را در آثار خود جمع‌آوری و استفاده کردند. امروزه بسیاری از آهنگ‌های محلی هنوز مورد استفاده قرار می‌گیرند و حتی توسط هنرمندان معاصر استفاده می‌شوند.

## برای مطالعهٔ بیشتر
- «شخصیت‌شناسی مجموعه داستان اوکراین»، آندریف، نیکولای پی. در: فابولا ۱ (Fabula)، شماره. ۲ (۱۹۵۸): ۲۳۸–۲۲۸.

https://doi.org/10.1515/fabl.1958.1.2.228
- «داستان‌های عامیانه اوکراین»، لینتور، پترو. بررسی، جلد ۵۶ - مؤسسهٔ کانادایی مطالعات اوکراین ادمونتون، آلبرتا: گزارش پژوهشی. ترجمه: بوهدان مدویدسکی (۱۹۹۴). شابک: 9781894301565